# Beție

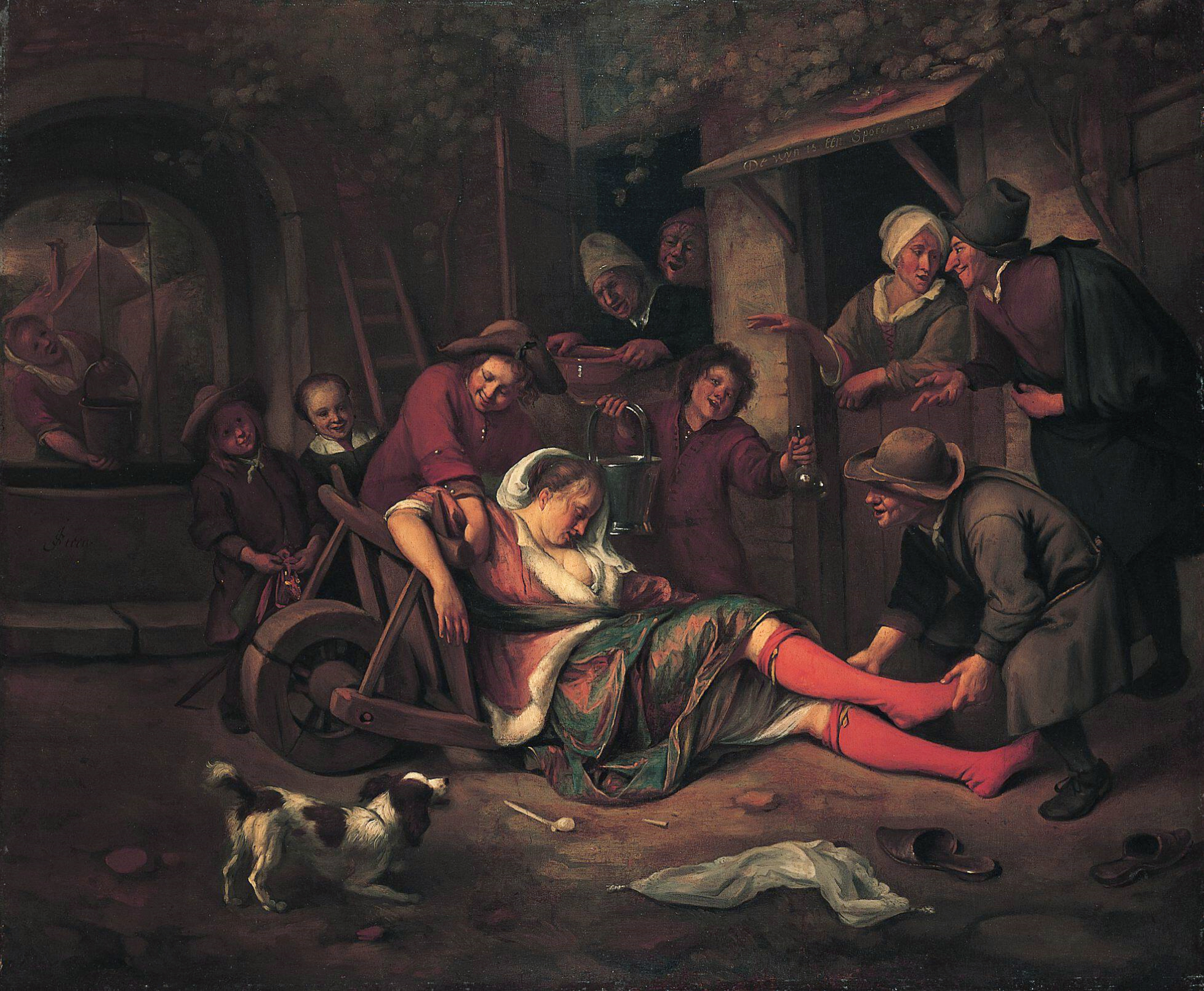
Jan Steen c. 1663

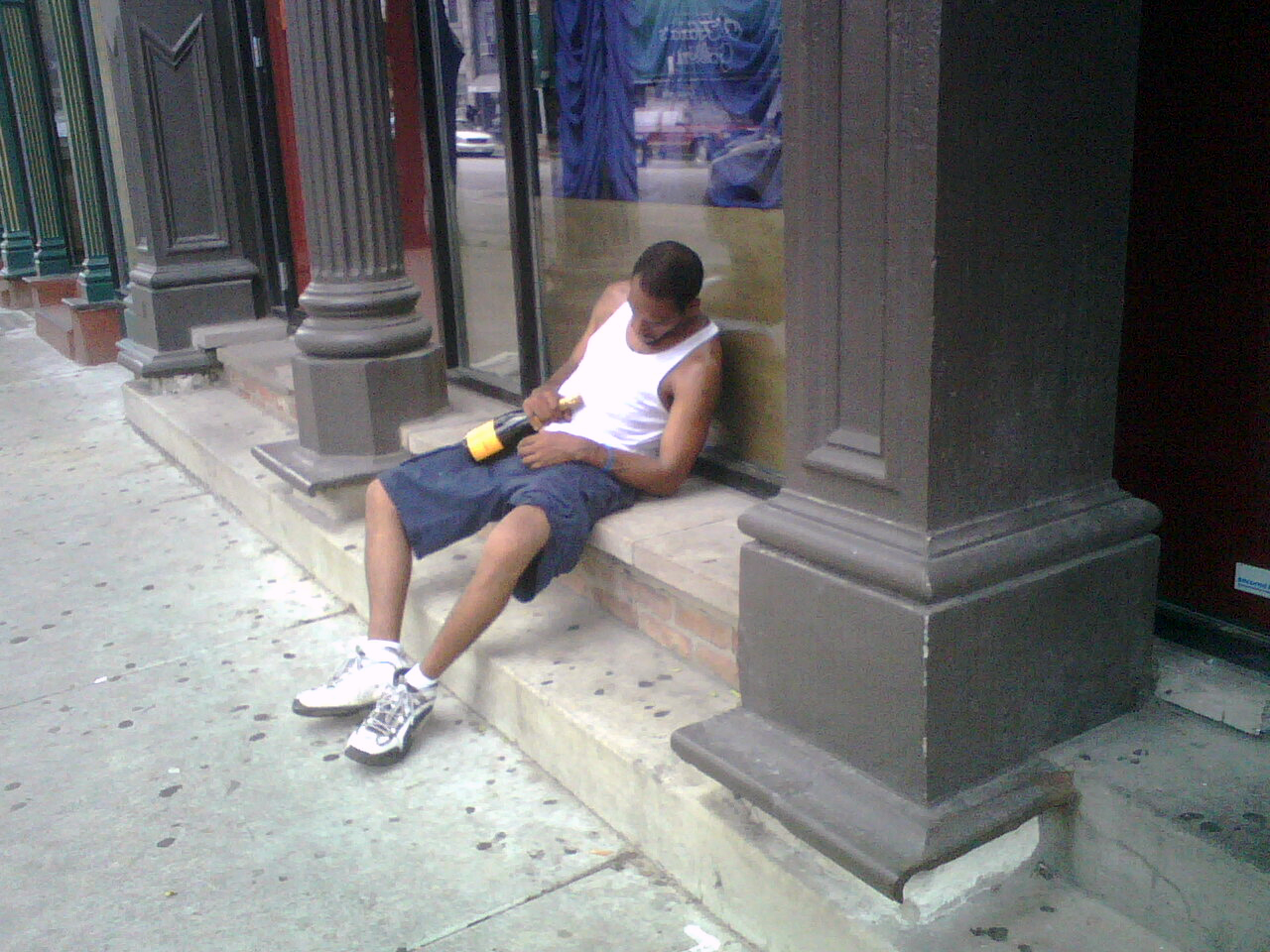
Bărbat băut în Statele Unite

Beția sau ebrietatea este o intoxicație acută cu alcool (etanol) într-un grad îndeajuns de ridicat încât să aibă influență asupra funcțiilor mintale și motrice ale persoanei. Persoanele care suferă de dependență de alcool se numesc alcoolici sau bețivi. Termenul de beție este folosit și în cazul când o persoană este în euforie din cauza iubirii sau în contextul unei reușite notabile sau a unui cadru mirific.

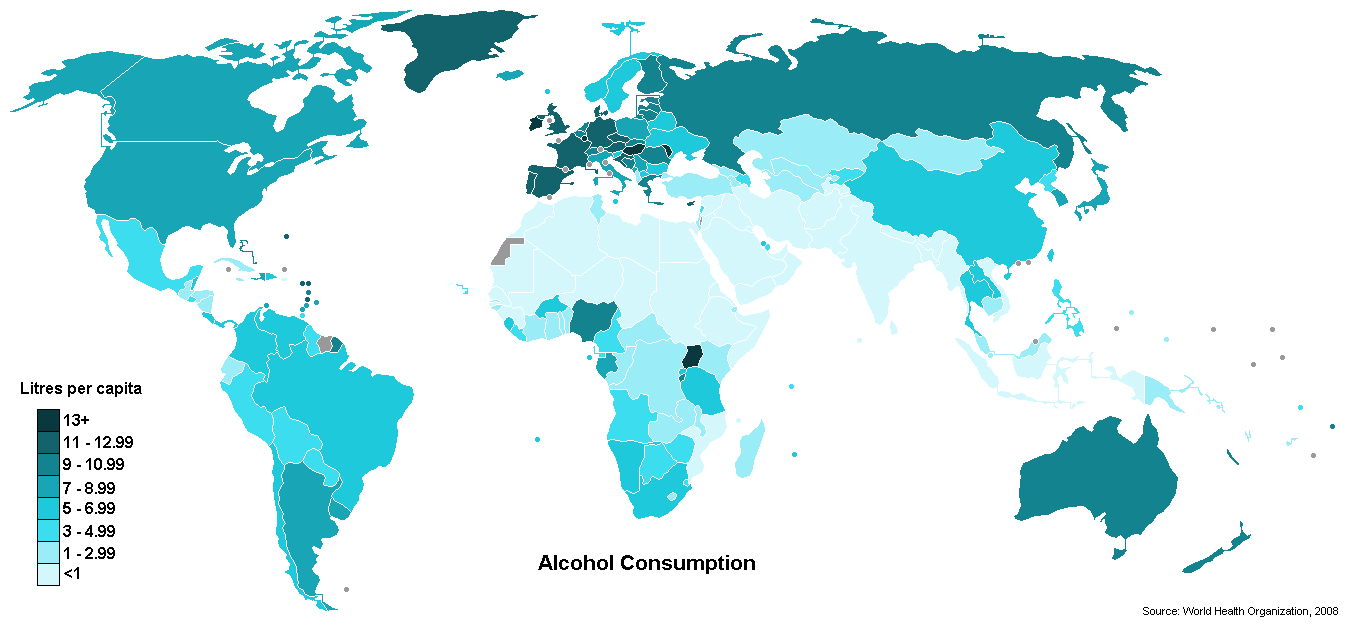
Consumul de alcool pe cap de locuitor în lume

## Simptome
Beția, depinzând de măsura în care s-a consumat alcool, se manifestă prin:
- euforie
- tulburări de echilibru
- multiple și diverse tulburări de comportament
- ataxie (pierderea coordonării musculare)
- înroșirea tenului și a ochilor
- vărsături
- reducerea inhibițiilor
- excitație psiho-motorie
- tulburări ale vorbirii și văzului
- greață

În cazuri severe din cauza intoxicațiilor cu alcool se poate ajunge la:
- comă alcoolică
- moarte

## Diagnostic
Diagnosticul definitiv se bazează pe un test de sânge pentru alcool, efectuat, de obicei, ca parte a unui ecran toxicologic. Ofițerii de aplicare a legii din Statele Unite și din alte țări folosesc adesea unități de respirație și teste de sobrietate pe teren ca alternative mai convenabile și rapide la testele de sânge. Există, de asemenea, diferite modele de unități de respirație care sunt disponibile pentru consumatori. Deoarece acestea pot avea o fiabilitate diferită și pot produce rezultate diferite decât cele utilizate în scopuri de aplicare a legii, rezultatele acestor dispozitive trebuie interpretate în mod conservator.
Există numeroase teste de intoxicație informală, care, în general, nu sunt fiabile și nu sunt recomandate ca mijloace de descurajare a intoxicării excesive sau ca indicatori ai siguranței activităților precum conducerea autovehiculelor, exploatarea grele a echipamentelor, utilizarea mașinilor-unelte etc.
Pentru a determina dacă cineva este intoxicat cu alcool prin alte metode decât un test de alcool în sânge, este necesar să excludem alte condiții, cum ar fi hipoglicemia, accidentul vascular cerebral, utilizarea altor droguri, problemele de sănătate mintală și așa mai departe. Cel mai bine ar fi dacă comportamentul său a fost observat în timp ce subiectul este treaz pentru a stabili o linie de bază. Pot fi utilizate mai multe criterii bine cunoscute pentru a stabili un diagnostic probabil. Pentru un medic din cadrul tratamentului acut, intoxicația acută cu alcool poate imita alte tulburări neurologice acute sau este frecvent combinată cu alte medicamente recreative care complică diagnosticul și tratamentul.

## Prognoză
Un ficat normal detoxifică sângele de alcool pe o perioadă de timp care depinde de nivelul inițial și de starea fizică generală a persoanei. Un ficat anormal va dura mai mult, dar încă reușește, cu condiția ca alcoolul să nu provoace insuficiență hepatică.
Persoanele care au consumat alcool câteva zile sau săptămâni pot avea simptome de sevraj după intoxicația acută.
O persoană care consumă o cantitate periculoasă de alcool persistent poate dezvolta întreruperi de memorie și intoxicații idiosincratice sau simptome patologice de beție.
Consumul persistent pe termen lung de cantități excesive de alcool poate provoca leziuni hepatice și poate avea alte efecte dăunătoare asupra sănătății.